# 船司空県
船司空県（せんしくう-けん）は、中国の前漢の時代に置かれた県である。京兆尹に属した。新代には船利県（せんりけん）といった。
船司空は船をつかさどる官で、それが県名になった。現在の陝西省潼関県の北、首都長安のそばを流れる渭水が、黄河に流れ込むあたりにあったらしい。都を雒陽に遷した後漢では置かれなかった。